# رافاييل أنطونيو كاستيلانوس
رافاييل أنطونيو كاستيلانوس (بالإسبانية: Rafael Antonio Castellanos)‏ هو ملحن غواتيمالي، ولد في 1725 في أنتيغوا غواتيمالا في غواتيمالا، وتوفي في 1791 في غواتيمالا في غواتيمالا.

## وصلات خارجية
- رافاييل أنطونيو كاستيلانوس على موقع ميوزك برينز (الإنجليزية)
- رافاييل أنطونيو كاستيلانوس على موقع أول ميوزيك (الإنجليزية)